# نوريكو أوياما
نوريكو أوياما (باليابانية: 青山倫子) هي عارضة وعارضة أزياء وممثلة يابانية، ولدت في 29 ديسمبر 1978 بتشيبا في اليابان.

## أعمال

### مسلسلات
- ليغل هاي

## وصلات خارجية
- نوريكو أوياما على موقع IMDb (الإنجليزية)
- نوريكو أوياما على موقع ألو سيني (الفرنسية)
- نوريكو أوياما على موقع أول موفي (الإنجليزية)
- نوريكو أوياما على موقع قاعدة بيانات الفيلم (الإنجليزية)
- نوريكو أوياما على موقع كينوبويسك (الروسية)